# Hrlica
Hrlica (em húngaro: Gerlice) é um município da Eslováquia, situado no distrito de Revúca, na região de Banská Bystrica. Tem 5,49 km² de área e sua população em 2018 foi estimada em 75 habitantes.

## Demografia
| Ano:        | 1994 | 2004    | 2014   | 2024    |
| ----------- | ---- | ------- | ------ | ------- |
| Broj ljudi: | 102  | 79      | 82     | 55      |
| Razlika:    |      | -22,54% | +3,79% | -32,92% |

| Ano:               | 2023 | 2024   |
| ------------------ | ---- | ------ |
| Número de pessoas: | 56   | 55     |
| Diferença:         |      | -1,78% |